# Teodor Pyka
Teodor Pyka (ur. 8 września 1905 w Królewskiej Hucie, zm. 26 grudnia 1986 w Nowej Hucie) – polski bokser.
Karierę pięściarską rozpoczął w klubie Boxing Klub Królewska Huta, następnie reprezentował barwy klubu BKS Katowice, walcząc jako amator w latach 1924–1930. Startując w kategorii koguciej, zdobył mistrzostwo Polski w 1927, wicemistrzem był w 1929, natomiast brązowy medal wywalczył w 1928 roku. Dwa razy wystąpił w reprezentacji Polski, ponosząc 2 porażki w roku 1929.
W styczniu 1931 roku, wraz z Janem Górnym, Ernestem Jokielem i Teodorem Wochnikiem zasilił obóz "profesjonałów".